# Norra Brobänken
| Vy mot nordöst. I bakgrunden Strandvägen. |  | Vy mot nordväst. I förgrunden bogserbåten Lövsta. |
| Vy mot nordöst. I bakgrunden Strandvägen. |  | Vy mot nordväst. I förgrunden bogserbåten Lövsta. |

Norra Brobänken är en kaj och gata på Skeppsholmen i centrala Stockholm som sträcker sig längs holmens nordöstra hörn. Gatan börjar nära Skeppsholmsbron och följer vattenlinjen fram till Styckekranen där den övergår i Östra Brobänken. Längs kajen ligger flera kulturhistoriskt värdefulla fartyg, bland annat det gamla lotsskeppet S/S Orion.
Runt Skeppsholmen finns fyra  “brobänkar” ordnade efter väderstreck; Västra, Östra, Södra och Norra Brobänken, samtliga fick sina nuvarande namn 1972. Namnet härrör från ordet brobänk som avser kaj av trä, avsedd att  förtöja fartyg under reparation, vinteruppläggning eller utrustning.  Ordet skeppsbro har ungefär samma betydelse  (se Skeppsbron, Stockholm).